# Olga Barysheva
Olga Fiodorovna Barysheva  (nacida el 24 de agosto de 1954 en Ekaterimburgo, Unión Soviética) es una exjugadora de baloncesto rusa. Consiguió 9 medallas en competiciones oficiales con la URSS.